# Athetis tanzaniae
Athetis tanzaniae là một loài bướm đêm trong họ Noctuidae.